# 左大當戶
左大当户，是古代匈奴官号，與右大當戶相對，低於右大都尉，高於右大當戶，为二十四長之一。匈奴二十四长，居第九位。
左大當戶为单于十大重要辅臣之一，位在左右大都尉之下。其号世袭，各有分地，左大当户驻匈奴东部，右大當戶驻西部。分别统军，指挥作战，为匈奴二十四个“萬騎长”之一。其下置千長、百長、什長、裨小王、相封、都尉、當戶、且渠等属官。
- 漢哀帝建平二年，单于派遣左大当户乌夷泠率領五千骑兵攻打乌孙。